# Spezzano Piccolo
Spezzano Piccolo war eine italienische Gemeinde in der Provinz Cosenza in Kalabrien mit zuletzt 2053 Einwohnern (Stand 31. Dezember 2016). Seit dem 5. Mai 2017 ist sie Teil der neugegründeten Gemeinde Casali del Manco.
Spezzano Piccolo liegt etwa fünfzehn Kilometer östlich von Cosenza am Tales des Flusses Crati und hatte einen Bahnhof an der früheren Bahnstrecke Pedace–San Giovanni in Fiore.
Sehenswert im Ort ist die Pfarrkirche. Im Inneren finden sich Gemälde aus dem 15. Jahrhundert.